# Хэд, Энтони
Э́нтони Стю́арт Хэд (англ. Anthony Stewart Head) — английский актёр кино и театра, сценарист, музыкант.
Получил известность, сыграв роль наблюдателя Руперта Джайлза в американском телесериале «Баффи — истребительница вампиров» (1997—2003). В 2001 году был номинирован на премию «Сатурн» в категории «Лучший телеактёр второго плана» за эту роль.

## Биография
Энтони Хэд родился 20 февраля 1954 года в Лондоне (район Камдентаун) в семье режиссёра и продюсера документальных фильмов Сифилда Хэда (Seafield Head) и актрисы Хелен Шинглер (Helen Shingler). Когда Энтони было шесть лет, семья переехала жить в Хэмптон.
Его старший брат Мюррей Хэд — актёр и певец. Оба брата сыграли роль Фредди Трампера в мюзикле «Шахматы» в театре Prince Edward Theatre, Мюррей в 1986 году, а Энтони — в 1989 году.
Хэд учился в Лондонской Академии музыки и драматического искусства. Его первой серьёзной ролью стало участие в мюзикле «Godspell», затем последовали съёмки на телевидении для каналов BBC и ITV. В начале 1980-х Энтони пел в группах Red Box и «Two Way».
В конце 1980-х — начале 1990-х Хэд снимался в рекламе кофе Nescafe Gold Blend (Taster’s Choice для США), рекламные ролики были выполнены в форме сериала «мыльной оперы» о развивающихся романтических отношениях двух соседей, предпочитающих рекламируемый кофе. Сюжеты роликов были связаны между собой, и зрители ждали следующего рекламного эпизода, чтобы узнать больше о развитии отношений пары. Реклама демонстрировалась в Великобритании (1987—1993, всего 12 отдельных эпизодов) и в США (1990—1997).
После съёмок в рекламе за Хэдом закрепилась определённая известность среди широкой публики в качестве «джентльмена из рекламы кофе».
Хэд утверждает, что участие в знаменитой рекламе Nescafe Gold Blend едва не погубила его артистическую карьеру в Великобритании, так как после этой рекламы многие перестали воспринимать его как серьёзного актёра. По его словам, это было одной из главных причин, заставивших его уехать работать в США.
Энтони Хэд успешно работал на сцене Лондонского театра, а переехав в 1992 году в США снимался в эпизодических ролях на американском телевидении. Первой ролью в США стало эпизодическое появление в серии «Горца» — «Некуда бежать». Следующей работой стал научно-фантастический сериал «Виртуальная реальность» (VR.5).
В 1997 году Хэд получил роль Руперта Джайлза, наблюдателя истребительницы вампиров и школьного библиотекаря по совместительству, в телесериале «Баффи — истребительница вампиров».
На время съёмок телесериала Хэд постоянно жил в США отдельно от семьи, которая оставалась жить в Англии. С первого по пятый сезоны «Баффи» Энтони Хэд входил в число регулярных персонажей, а с начала шестого сезона его персонаж стал появляться в сериале эпизодически, так как Хэд стал участвовать в съёмках в качестве приглашённой звезды. Своё решение в интервью Хэд объяснял желанием больше времени проводить со своей семьёй.
Помимо работ в кино и театре, Хэд участвовал в записи музыкального альбома «Music for Elevators». Альбом был записан совместно с композитором Джорджем Сара (George Sarah) на студии SMH Records. Официальный релиз состоялся 5 февраля 2002 года. 14 композиций из 16 содержат запись вокала Энтони Хэда. Песня «Qu’est Ce Que J’ai Fait» исполнена им на французском языке, остальные же — на английском. В записи альбома принимали участие партнёры Энтони Хэда по телесериалу «Баффи — истребительница вампиров» — голоса Джеймса Марстерса, Эмбер Бенсон и Элисон Ханниган звучат в четырёх композициях. Слова и музыка для композиции «Last Time» были написаны режиссёром сериала Джоссом Уидоном.
В 2004 году Энтони Хэд вёл документальную передачу «Настоящие ужасы» (англ. True horror) на канале Discovery Channel, посвящённую сверхъестественным явлениям и существам. Темами серий по очереди становились вампиры, демоны, оборотни, ведьмы и зомби. Всего (с ноября по декабрь 2004 года) в эфир вышло пять серий.
С 2008 года исполняет роль Утера Пендрагона (отца будущего короля Артура) в телесериале «Мерлин».

## Личная жизнь
В настоящее время Энтони Хэд живёт в городе Бат графства Сомерсет с матерью своих двоих детей Сарой Фишер. Их отношения длятся с 1982 года.
Знакомство пары произошло за кулисами Национального театра, где в то время работал Энтони. Его дети — Эмили Роуз (род. 15.12.1988) и Дэйзи Мэй (род. 17.03.1991). Обе дочери начали собственную карьеру на телевидении.

## Фильмография
| Кино        | Кино                             | Кино                             | Кино                             | Кино                                                            |
| Год         | Русское название                 | Оригинальное название            | Роль                             | Примечание                                                      |
| ----------- | -------------------------------- | -------------------------------- | -------------------------------- | --------------------------------------------------------------- |
| 1981        | Любовник леди Чаттерлей          | Lady Chatterley’s Lover          | Антон                            |                                                                 |
| 1987        | Отходная молитва                 | A Prayer for the Dying           | Руперт                           |                                                                 |
| 1994        | Секретный агент Ройс             | Royce                            | Питлок                           |                                                                 |
| 2003        | Я буду рядом                     | I'll Be There                    | Сэм Джервази                     |                                                                 |
| 2005        | Представь нас вместе             | Imagine Me & You                 | Нэд                              |                                                                 |
| 2006        | Сенсация                         | Scoop                            | детектив                         |                                                                 |
| 2008        | Рипо! Генетическая опера         | Repo! The Genetic Opera          | Нейтан Уоллес / Конфискатор      |                                                                 |
| 2011        | Железная леди                    | The Iron Lady                    | Джеффри Хау                      |                                                                 |
| 2011        | Большое призрачное спасение      | The Great Ghost Rescue           | премьер-министр                  |                                                                 |
| 2011        | Переростки                       | The Inbetweeners Movie           | отец Уилла                       |                                                                 |
| 2012        | Призрачный гонщик 2              | Ghost Rider: Spirit of Vengeance | Бенедикт                         |                                                                 |
| 2013        | Перси Джексон и Море чудовищ     | Percy Jackson: Sea of Monsters   | Хирон                            |                                                                 |
| 2014        | Несмотря на падающий снег        | Despite the Falling Snow         | старый Миша                      |                                                                 |
| 2014        | Полёт домой                      | Flying Home                      | отец Колина                      |                                                                 |
| 2016        | Уличный кот по кличке Боб        | A Street Cat Named Bob           | Джек Боуэн                       |                                                                 |
| Телевидение |                                  |                                  |                                  |                                                                 |
| Год         | Русское название                 | Оригинальное название            | Роль                             | Примечание                                                      |
| 1978        | —                                | Enemy at the Door                | Клэйв                            | Эпизоды «Steel Hand from the Sea», «The Laws and Usages of War» |
| 1978        | —                                | Lillie                           | Уильям                           | Эпизод «Emilie»                                                 |
| 1978        | —                                | Accident                         | Саймон                           | Эпизод «The Figures Man»                                        |
| 1979        | —                                | The Mallens                      | Вейр                             | 2 эпизода                                                       |
| 1979        | —                                | Secret Army                      | Ганслик                          | Эпизод «A Safe Place»                                           |
| 1980        | —                                | Love in a Cold Climate           | Тони                             | 3 эпизода                                                       |
| 1981        | —                                | Bergerac                         | Билл                             | Эпизод «See You in Moscow»                                      |
| 1985        | —                                | Howards' Way                     | Фил Нортон                       | 5 эпизодов                                                      |
| 1993        | Горец                            | Highlander:The Series            | Аллан Ротвуд                     | Эпизод «Nowhere to Run»                                         |
| 1995        | Виртуальная реальность           | VR.5                             | Оливер Сэмпсон                   | 10 эпизодов                                                     |
| 1997—2003   | Баффи — истребительница вампиров | Buffy the Vampire Slayer         | Руперт Джайлз                    | 121 эпизод                                                      |
| 2002—2003   | Бес в ребро                      | Manchild                         | Джеймс                           | 15 эпизодов                                                     |
| 2003—2006   | Маленькая Британия               | Little Britain                   | Майкл Стивенс                    | 23 эпизода                                                      |
| 2006        | Доктор Кто                       | Doctor Who                       | мистер Финч                      | серия «School Reunion»                                          |
| 2007        | Доводы рассудка                  | Persuasion                       | сэр Уолтер Эллиот                |                                                                 |
| 2008        | —                                | The Invisibles                   | Морис Райли                      | 6 эпизодов                                                      |
| 2008        | Невидимые                        | The Invisibles                   | Морис Райли                      |                                                                 |
| 2008—2012   | Мерлин                           | Merlin                           | Утер Пендрагон                   | 43 эпизода                                                      |
| 2009        | Свободные агенты                 | Free Agents                      | Стивен Колдуэлл                  | 6 эпизодов                                                      |
| 2011—2012   | Свободные агенты                 | Free Agents                      | Стивен                           | 8 эпизодов                                                      |
| 2013        | Хранилище 13                     | Warehouse 13                     | Парацельс                        | 3 эпизода                                                       |
| 2013        | —                                | You, Me & Them                   | Эд                               | Основной состав; 12 эпизодов                                    |
| 2013        | Спецназ: Сан-Диего               | NTSF:SD:SUV                      | Corningham                       | Эпизод «U-KO'ed»                                                |
| 2013        | Танцы на грани                   | Dancing on the Edge              | Дональдсон                       | 5 эпизодов                                                      |
| 2014—2015   | Доминион                         | Dominion                         | Дэвид Уайл                       | Основной состав; 21 эпизод                                      |
| 2015        | Галавант                         | Galavant                         | отец Галаванта                   | Эпизод «My Cousin Izzy»                                         |
| 2016        | Пьяная история                   | Drunk History                    | Александр Белл / Горацио Нельсон | 2 эпизода                                                       |
| 2016        | Обвиняемая                       | Guilt                            | Джеймс                           | 5 эпизодов                                                      |
| 2017        | Всё ещё связанные                | Still Star-Crossed               | лорд Сильвестро Капулетти        | Основной состав; 7 эпизодов                                     |
| 2018        | Ярмарка тщеславия                | Vanity Fair                      | лорд Стейн                       | 7 эпизодов                                                      |
| 2020        | Тед Лассо                        | Ted Lasso                        | Руперт Мэннион                   | 3 эпизода                                                       |
| 2020        | Незнакомка                       | The Stranger                     | Эдгар Прайс                      | 8 эпизодов                                                      |
| 2021        | Кентервильское привидение        | The Canterville Ghost            | Sir Simon de Canterville         | 4 эпизода                                                       |